# L'Homme de nos vies
Production
Diffusion
L'Homme de nos vies est une série télévisée franco-belge réalisée par Frédéric Berthe d'après un scénario de Marie Guilmineau et Alice Van den Broek, et diffusée en Suisse romande sur RTS Un à partir du 18 novembre 2022, en France sur M6 à partir du 24 novembre 2022 et en Belgique sur La Une à partir du 8 décembre 2022. Au Québec, elle est diffusée sur Radio-Canada à partir du mercredi, 6 novembre 2024.
Cette fiction est une coproduction de Sibaro Films, Shine Fiction, B2 Films, M6, Be-FILMS et la RTBF (télévision belge),.

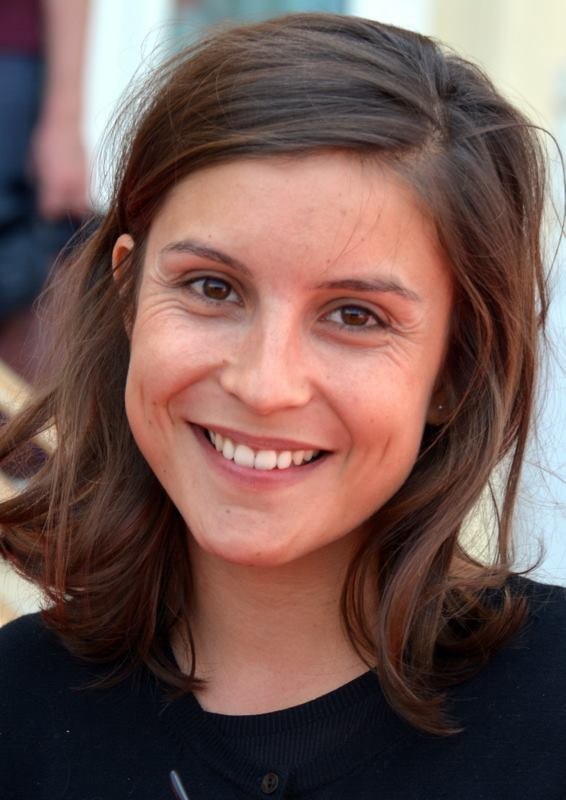
Flore Bonaventura.

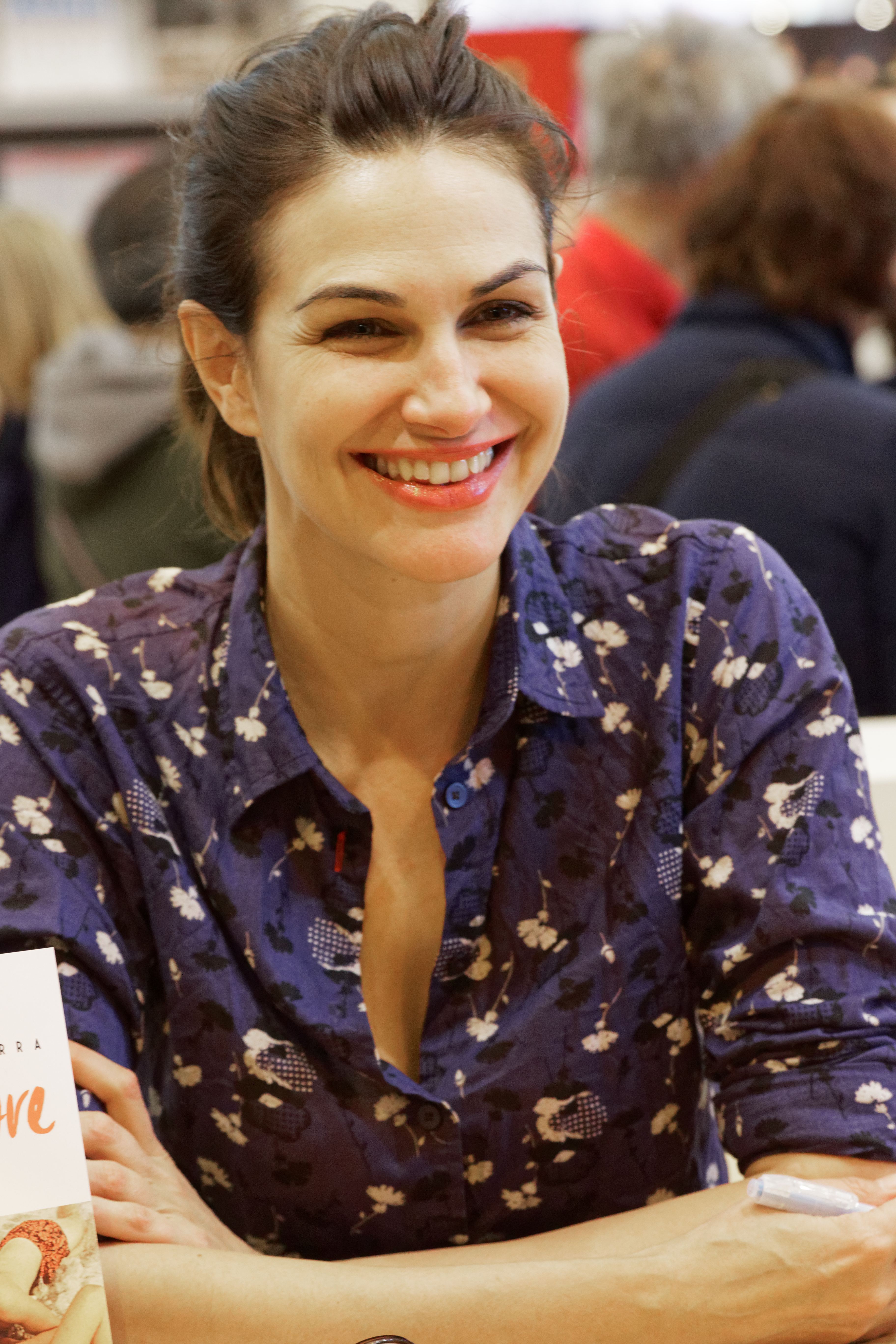
Helena Noguerra.

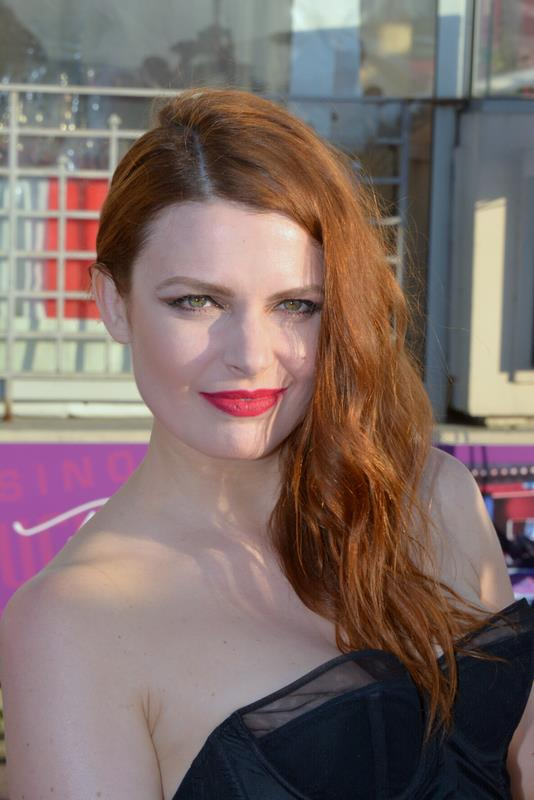
Élodie Frégé.

## Synopsis
Anna Vauthier est appelée à la dernière minute pour servir d'interprète entre le Président de la République française et une juge iranienne qui s'est battue pour le droit des femmes et a reçu le Prix Nobel de la paix mais, bloquée par le trafic dans Paris, elle décide de continuer à pieds par le quai de la Seine. Alex propose de la dépanner avec son bateau, amarré le long du quai.
Oriane, une infirmière malheureuse en amour, épouse Amaury, un chirurgien canadien actif chez Médecins sans frontières. Mais la fête de mariage est brutalement interrompue par Anna, en pleurs, qui crie « Alex, Alex, Qu'est-ce que tu fais là ? C'est qui tous ces gens ? »
À Saillans, Camille, qui a mis sa vie privée entre parenthèses pour gérer avec sa sœur l'hôtel de ses parents décédés, vit depuis quelque temps une histoire passionnée avec Nathan, ex-trader en burnout et client régulier de l'hôtel. Mais Nathan vide les comptes de l'hôtel et disparaît. Camille commence à enquêter à son sujet et découvre que tout était bidon : son nom, son courriel, son adresse et son numéro de téléphone. Nathan n'existe pas.
Elle décide de partir à sa recherche afin de récupérer son argent et de sauver l'hôtel. Elle découvre que Nathan a payé sa chambre d'hôtel en partant avec une carte au nom d'Anna Vautier, de Marseille. Camille se rend chez Anna à Marseille mais son mari lui apprend qu'Anna s'est suicidée. Elle découvre dans le salon un bracelet identique à celui que Nathan lui a offert, ainsi qu'un PV de la police qui lui apprend qu'Anna a été arrêtée la veille de son suicide pour avoir perturbé le mariage d'Oriane.
À Paris, Mathilde, dont la vie se partage entre sa fille et son entreprise de haute couture, rencontre Roman, un grand reporter avec qui elle s'autorise une aventure amoureuse, totalement réprouvée par Agathe, la fille de Mathilde, qui trouve ce type louche.
Disposant de l'adresse d'Oriane grâce au PV, Camille se rend chez Oriane à qui elle se présente comme une amie d'Amaury. Les deux jeunes femmes font ensemble le constat qu'aucun membre de la famille d'Amaury n'était présent au mariage d'Oriane. En la questionnant sur l'endroit où elle a fait ses études de médecine avec Amaury, Oriane démasque Camille. Camille dénonce les agissements de cet homme aux vies multiples et montre une photo d'Anna, la blonde qui a ruiné le mariage après s'être fait arnaquer par Alex.
Après le prétendu retour d'Amaury du Canada, Oriane lui parle de la visite de Camille et de la photo d'Anna. Amaury s'en sort en prétendant que Camille est son ex et qu'elle le traque depuis 3 ans pour lui pourrir la vie. Amaury empoisonne Oriane à petit feu pour lui faire perdre la raison, ce qui est la plus grande angoisse d'Oriane dont la mère est décédée de maladies psychiatriques. Il arrive à ses fins et Oriane est internée.
Iris, une chanteuse à la mode dont le couple vacille, tombe dans les filets de Ghislain, pilote de ligne.
Mathilde part en voyage à La Réunion avec Roman mais leurs passeports sont volés dans leur chambre d'hôtel. Agathe, la fille de Mathilde, ne tarde pas à réaliser que le prétendu reporter a vidé leurs comptes, avertit sa mère et la met en contact avec Camille et Oriane. Mathilde devient méfiante, constate que Roman essaye de la droguer, déjoue sa tentative et le prend en filature jusqu'à un autre hôtel où Roman, devenu Ghislain, rejoint Iris. Mathilde arrive à s'introduire dans la chambre d'Iris, récupère son passeport et son billet d'avion et revient à Paris.
Camille, Oriane et Mathilde prennent une avocate, Maître Diallo, qui parvient à piéger l'escroc et à percer sa véritable identité : Guillaume Brissac. Oriane contacte Iris et, ensemble, les quatre femmes arrivent à faire tomber leur bourreau, qui est arrêté, jugé et condamné à 5 ans de prison.

## Distribution
- Jonathan Zaccaï : Guillaume / Amaury (chirurgien) / Nathan (ex-trader) / Roman (grand reporter) / Ghislain (pilote de ligne)
- Bérénice Baoô : Anna Vauthier
- Odile Vuillemin : Camille Neva
- Flore Bonaventura : Oriane Mancini-Belliard
- Helena Noguerra : Mathilde
- Élodie Frégé : Iris
- Jérémie Poppe : Christophe, le mari d'Anna
- Michel Bompoil : Dominique Mancini, le père d'Oriane
- Rani Bheemuck : Solenn, l'infirmière, amie d'Oriane
- Anne Leforestier : Aurélie Neva, la sœur de Camille
- Aaricia Lemaire : Agathe, la fille de Mathilde
- Mark Grosy : Olivier, le mari d'Iris
- Armelle Abibou : Maître Daphné Diallo
- Marion Campan : Hôtesse accueil hôtel La Réunion

## Production

### Genèse et développement
La série est créée par Marie Guilmineau et Alice Van den Broek sur une idée d'Amaury Fournial, et réalisée par Frédéric Berthe,,.
Les scénaristes se sont inspirées de plusieurs histoires vraies d'arnaques sentimentales, comme celle de Simon Leviev (de son vrai nom Shimon Hayut), racontée par le biais de ses victimes dans le documentaire Netflix L'Arnaqueur de Tinder,,.

### Attribution des rôles
Jonathan Zaccaï a remplacé Ary Abittan dans la série quand celui-ci a été mis en examen pour agressions sexuelles,.
Lors du Festival de la fiction TV de La Rochelle 2022, le comédien belge Jonathan Zaccaï confiait à la RTBF (télévision belge) avoir été très attiré par le rôle : « J'me suis dis qu'on avait pas souvent l'occasion de jouer un personnage qui joue lui-même dans la vie plusieurs personnages, et qui se transforme par rapport à ce qu'il vit, nous. C'est difficile de refuser ça et de ne pas être excité en tant qu'acteur puisque finalement c'est ce qu'on fait […] C'est amusant de jouer un séducteur en règle générale, et moi j'étais très fan de Hugh Grant, j'aime bien la comédie romantique […] Ici ce n'est pas une comédie romantique : au début, on pourrait se dire que c'est juste un séducteur, et puis ça glisse, ça glisse, et on se rend compte que le mec est louche ».

### Tournage
Le tournage de la série a lieu de novembre à décembre 2021 dans les lieux suivants , :  
- département du Var : Bandol, Sanary-sur-Mer, aéroport de Toulon-Hyères ;
- département des Bouches-du-Rhône : Cassis, Aix en Provence, La Ciotat, Auriol ;
- département du Val-d'Oise : Pontoise (tribunal) ;
- Paris : Musée national des Arts asiatiques - Guimet, boulevard de Courcelles, rue de Prony, rotonde du parc Monceau, pont de la Tournelle, hôtel Napoléon avenue de Friedland ;
- département du Val-de-Marne : Nogent-sur-Marne ;
- La Réunion : ville de Saint-Paul (hôtel résidence NESS à  La Saline les Bains, hôtel Lux Saint-Gilles et hôtel Boucan Canot), ville de Petite-Île, Territoire des Communes de l'Ouest (TCO), Communauté intercommunale des Villes solidaires (CIVIS).

### Fiche technique
Sauf indication contraire, les informations mentionnées dans cette section peuvent être confirmées par les bases de données cinématographiques IMDb et Allociné,  présentes dans la section « Liens externes ».
- Titre français : L'Homme de nos vies
- Genre : Drame
- Production : Amaury Fournial et Dominique Farrugia
- Sociétés de production : Sibaro Films, Shine Fiction, B2 Films, M6, Be-FILMS, RTBF (télévision belge)[1],[2]
- Réalisation : Frédéric Berthe
- Création : Alice van den Broek, Marie Guilmineau
- Scénario : Alice Van den Broek, Eliane Vigneron
- Musique : Maxime Lebidois
- Décors : Franck Benezech
- Costumes : Florence Sadaune
- Photographie : Christophe Legal
- Son : Sébastien de Monchy
- Montage : Mathieu Molinaro, Gaétan Boussand
- Maquillage : Agnès Morlighem
- Pays de production :  France /  Belgique[1],[2]
- Langue originale : français
- Format : couleur
- Nombre de saisons : 1
- Nombre d'épisodes : 4
- Durée : 52 minutes
- Dates de première diffusion : 
  - Suisse : 18 novembre 2022 sur RTS Un
  - France : 24 novembre 2022 sur M6[10],[8]
  - Belgique : 8 décembre 2022 sur La Une[6],[11],[12]
  - Brésil : 12 janvier 2024 sur TV Globo[13]

## Accueil

### Audiences et diffusion

#### En Suisse
En Suisse, la série est diffusée sur RTS Un à partir du 18 novembre 2022.

#### En France
En France, la série est diffusée sur M6 par salve de deux épisodes le 24 novembre et le 1er décembre 2022,,.
| Épisode              | Diffusion               | Diffusion            | Audience moyenne          | Audience moyenne                       | Audience moyenne         | Audience moyenne | Réf.   |
| Épisode              | Jour                    | Horaire              | Nombre de téléspectateurs | Part de marché (sur les 4 ans et plus) | Part de marché (FRDA-50) | Classement       | Réf.   |
| -------------------- | ----------------------- | -------------------- | ------------------------- | -------------------------------------- | ------------------------ | ---------------- | ------ |
| 1                    | Jeudi 24 novembre 2022  | 21 h 10 - 22 h 10    | 2 490 000                 | 11,5 %                                 | 16 %                     | 2e               | [ 14 ] |
| 2                    | Jeudi 24 novembre 2022  | 22 h 10 - 23 h 15    | 2 110 000                 | 13,3 %                                 | 16 %                     | 2e               | [ 14 ] |
| 3                    | Jeudi 1er décembre 2022 | 21 h 10 - 22 h 10    | 2 480 000                 | 11,2 %                                 | 14,7 %                   | 2e               | [ 15 ] |
| 4                    | Jeudi 1er décembre 2022 | 22 h 10 - 23 h 15    | 2 240 000                 | 14 %                                   | 14,7 %                   | 2e               | [ 15 ] |
|                      |                         |                      |                           |                                        |                          |                  |        |
| Moyenne de la saison | Moyenne de la saison    | Moyenne de la saison | 2 330 000                 | 12,5 %                                 |                          |                  |        |

- Les plus hauts chiffres d'audience
- Les plus bas chiffres d'audience

#### En Belgique
En Belgique, la série est diffusée le jeudi vers 20 h 35 sur La Une par salve de deux épisodes les 8 et 15 décembre 2022,.
| Épisode              | Diffusion              | Diffusion            | Audience moyenne          | Audience moyenne | Réf.   |
| Épisode              | Jour                   | Horaire              | Nombre de téléspectateurs | Classement       | Réf.   |
| -------------------- | ---------------------- | -------------------- | ------------------------- | ---------------- | ------ |
| 1                    | Jeudi 8 décembre 2022  | 20 h 35 - 21 h 35    | 187 395                   | 2e               | [ 16 ] |
| 2                    | Jeudi 8 décembre 2022  | 21 h 35 - 22 h 35    | 187 395                   | 2e               | [ 16 ] |
| 3                    | Jeudi 15 décembre 2022 | 20 h 35 - 21 h 35    | 158 110                   | 2e               | [ 17 ] |
| 4                    | Jeudi 15 décembre 2022 | 21 h 35 - 22 h 35    | 158 110                   | 2e               | [ 17 ] |
|                      |                        |                      |                           |                  |        |
| Moyenne de la saison | Moyenne de la saison   | Moyenne de la saison | 172 753                   |                  |        |

- Les plus hauts chiffres d'audience
- Les plus bas chiffres d'audience

### Accueil critique
Pour Luigi Lattuca, du site Bulles de culture, « Cette série est happante et impossible à lâcher. De plus, son sujet est important » : « Grâce à un casting fabuleux — y compris la chanteuse et compositrice Élodie Frégé qui surprend positivement —, la série L'Homme de nos vies offre des scènes marquantes dans son récit alternant entre les scènes focalisées sur le héros toxique et ceux sur les doutes des femmes qu'il s'apprête à escroquer ». Et Lattuca de conclure « Grâce à une réalisation léchée, des comédien·nes de qualité et une narration sur les chapeaux de roue, pour que tout tienne en quatre épisodes, L'Homme de nos vies fait partie des séries à voir en 2022 ».
Pour Noémie Jadoulle, de la RTBF, « Jonathan Zaccaï est extrêmement convaincant dans ce rôle de psychopathe ».
Karin Tshidimba, du quotidien La Libre, estime que « Jonathan Zaccaï défend avec beaucoup de conviction ce rôle de séducteur rusé aux penchants machiavéliques […] Le jeu nuancé de Jonathan Zaccaï éclaire utilement les zones d'ombre et les failles de cet arnacoeur toxique … Grâce à leurs talents conjoints, les cinq comédiens galvanisent le scénario serré et retors imaginé par Marie Guilmineau, Alice Van Den Broek et Eliane Vigneron ». Elle ajoute que « La réalisation de Frédéric Berthe, rythmée et addictive, nous fait rapidement entrer dans le camp de ces quatre femmes aux personnalités et aux destins opposés et nous donne envie de voir si elles parviendront à faire tomber le masque de l'escroc ».
David Hainaut, du magazine Moustique, est tout aussi élogieux, même s'il exprime quelques réserves : « Brillamment interprétée par Zaccaï, cette fiction happe le spectateur dès son entame et ses atouts ne manquent pas : l'écriture atypique par un trio féminin, la mise en scène travaillée et surtout, du rythme. Assez d'éléments pour faire oublier l'une ou l'autre coïncidence troublante, voire certaines facilités scénaristiques autour de l'utilisation des nouvelles technologies. Mais bref, ce suspense, inspiré de plusieurs histoires vraies, se révèle efficace, et face au personnage central particulièrement à l'aise dans son rôle, on ne peut qu'éprouver de la compassion pour ces femmes manipulées ».
Lenny Verhelle du magazine Ciné-Télé-Revue est, quant à elle, carrément dithyrambique : « On craque pour cette fiction incarnée par un étonnant quatuor de femmes revanchardes et un Jonathan Zaccaï « multiple », terriblement convaincant dans la peau d'un seul et même escroc […] Un récit de vengeance rondement mené, qui happe instantanément l'attention, sans jamais insuffler de mauvais jugement. Surtout pas envers les victimes, présentées chacune avec nuances, et avec lesquelles on ne peut qu'être en empathie. C'est bien là, en plus d'une remarquable distribution, la plus grande force de cette fiction ! Laquelle, scindée en quatre parties étalées sur deux soirées, aurait d'ailleurs mérité deux épisodes de plus tant elle est bien écrite, bien jouée, bien réalisée […] À ne surtout pas manquer sur la Une ».

## Distinction
Le 17 septembre 2022, le jury du Festival de la fiction TV de La Rochelle 2022, présidé par la comédienne Sandrine Bonnaire, décerne le prix du meilleur scénario à Marie Guilmineau, Éliane Vigneron et Alice Van den Broek pour la série L'Homme de nos vies,,,,,.